# كلاسيكيات (ألبوم)
كلاسيكيات هو ألبوم لفرقة إيرا، أنتج في سنة 2009 وإحتوى على 10 تسجيلات تأدية أغاني كلاسيكية قديمة من مؤلفين مثل هاندل و جيوسيبي فيردي و يوهان سباستيان باخ.

## الأعمال
1. ريديمبشن + أفي ماريا لجوليو كاتشيني
2. سانسيت درايف + سبيرينغ/فور سيزنس لأنطونيو فيفالدي
3. أرايسينغ فورس + نبوكو لجيوسيبي فيردي
4. لا فورزا ديستنو لجيوسيبي فيردي
5. ريتوس باسيس ليوهان سباستيان باخ
6. أدالغيتو + السموفونية الخامسة لغوستاف مالر
7. دار ووندرس + ساراباندي + أومبرا ماي فو لجورج فريدريك هاندل
8. وايندس أوف هوب + وينتر/ فور سيزنس لأنطونيو فيفالدي
9. سومبري داي لإيريك ليفي
10. باربر + أداغيو فور سترينغس